# زینایدا سربریاکوآ
زینایدا سربریاکوآ (به روسی: Зинаида Серебрякова) نقاش اهل روسیه بود. او به عنوان یکی از نخستین زنان روس شناخته می‌شود که موفق شد جایگاه والایی را در هنر روسیه به عنوان یک «نقاش برجسته» در سبک امپرسیونیسم و هنر واقع‌گرایی به دست آورد.
برخی از نقاشی‌های سقفی و دیواری تئاتر هنری مسکو از کارهای زینایدا سربریاکوآ است.

## نگارخانه

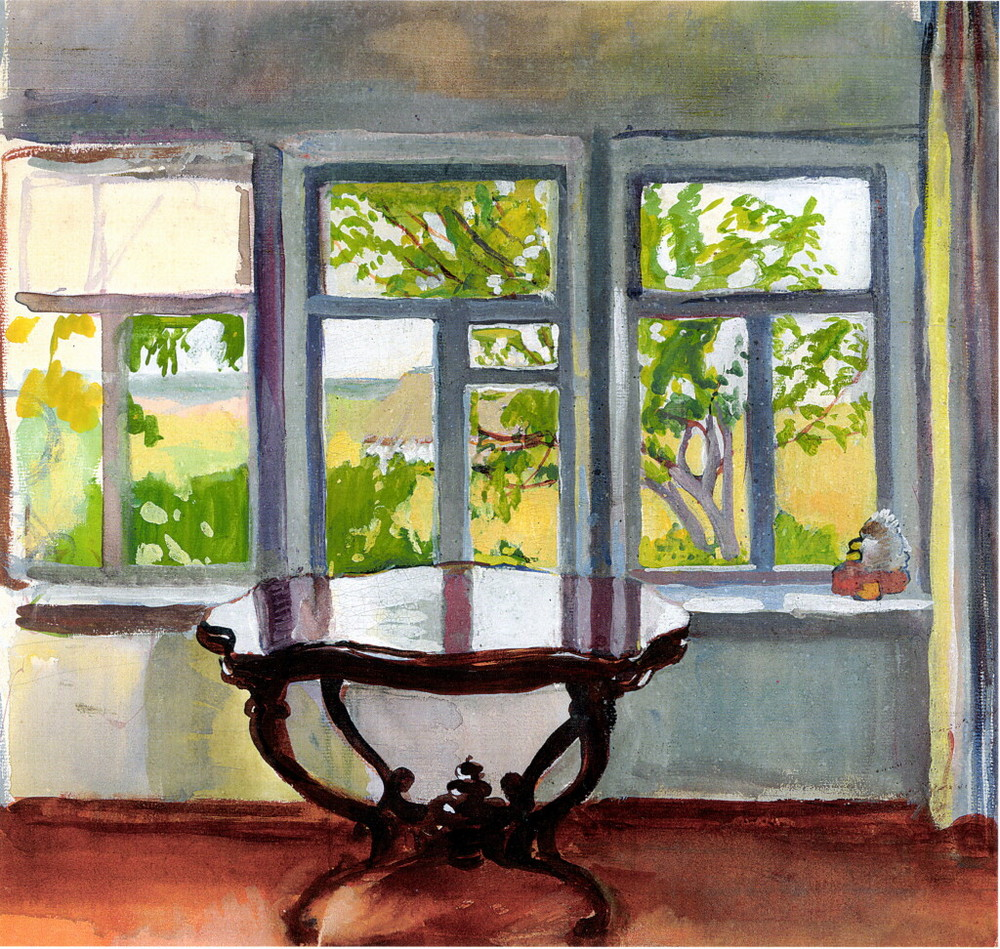
ایوان در بهار ۱۹۰۰ م. مجموعهٔ خصوصی
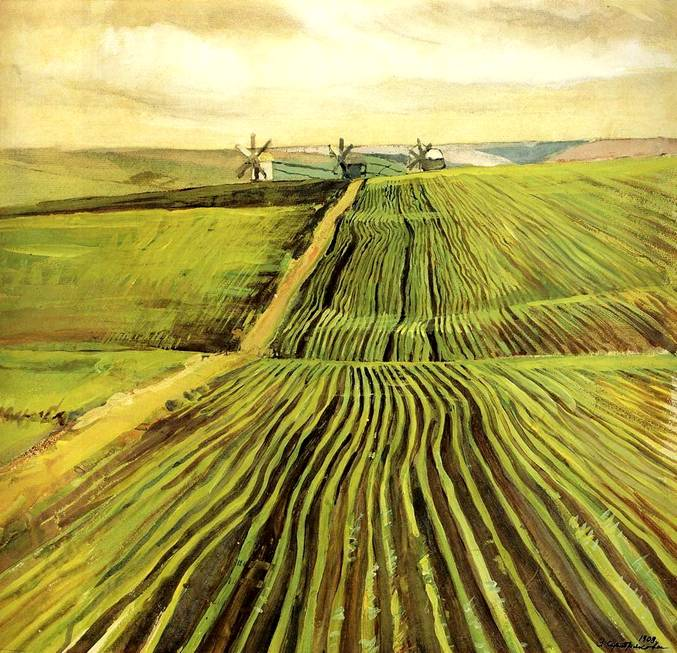
جوانه‌های کاشت پاییزی ۱۹۰۸ م. موزه روسیه
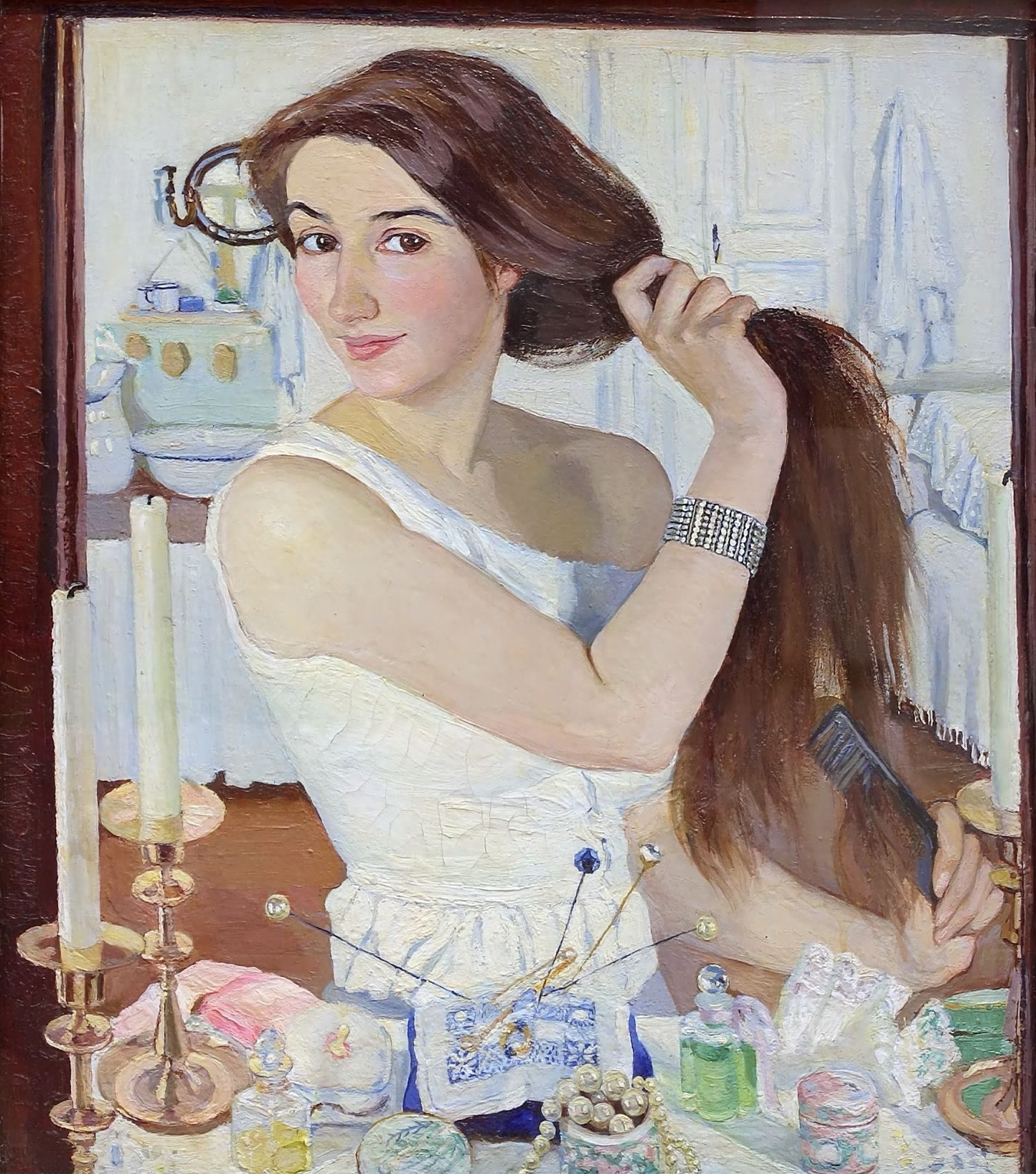
خودنگاره ۱۹۰۹ م. نگارخانه ترتیاکوف
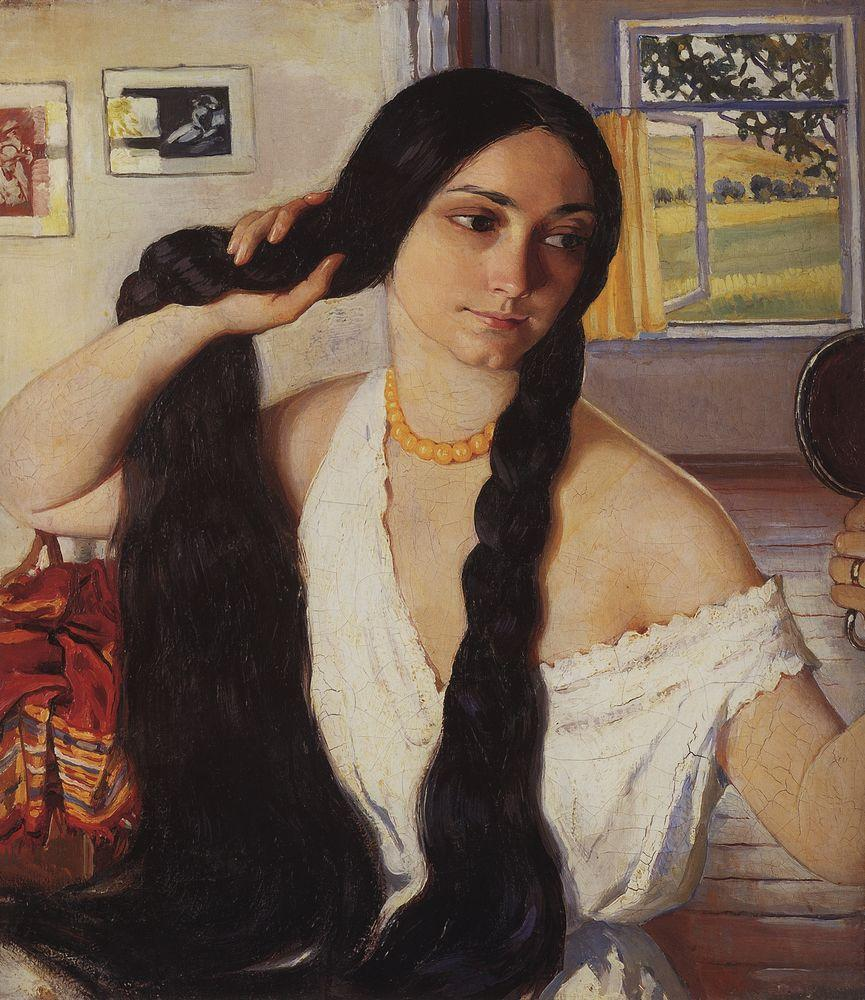
پرترهٔ اولگا کنستانتینوونا لانسرو ۱۹۱۰ م. مجموعهٔ خصوصی
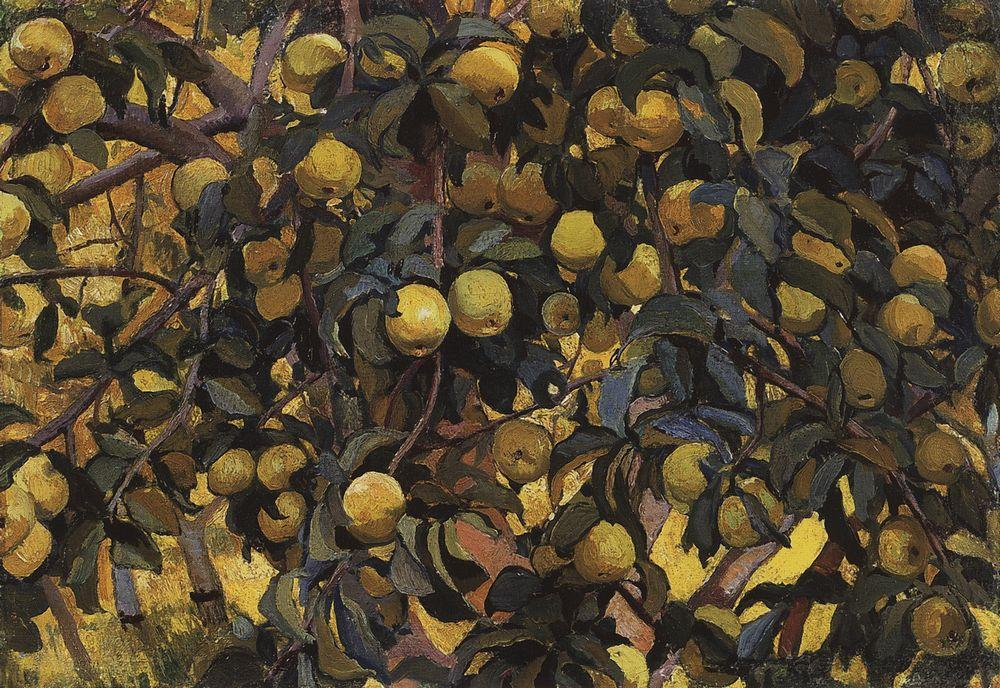
سیب‌ها روی شاخه‌ها ۱۹۱۰ م. مجموعهٔ خصوصی
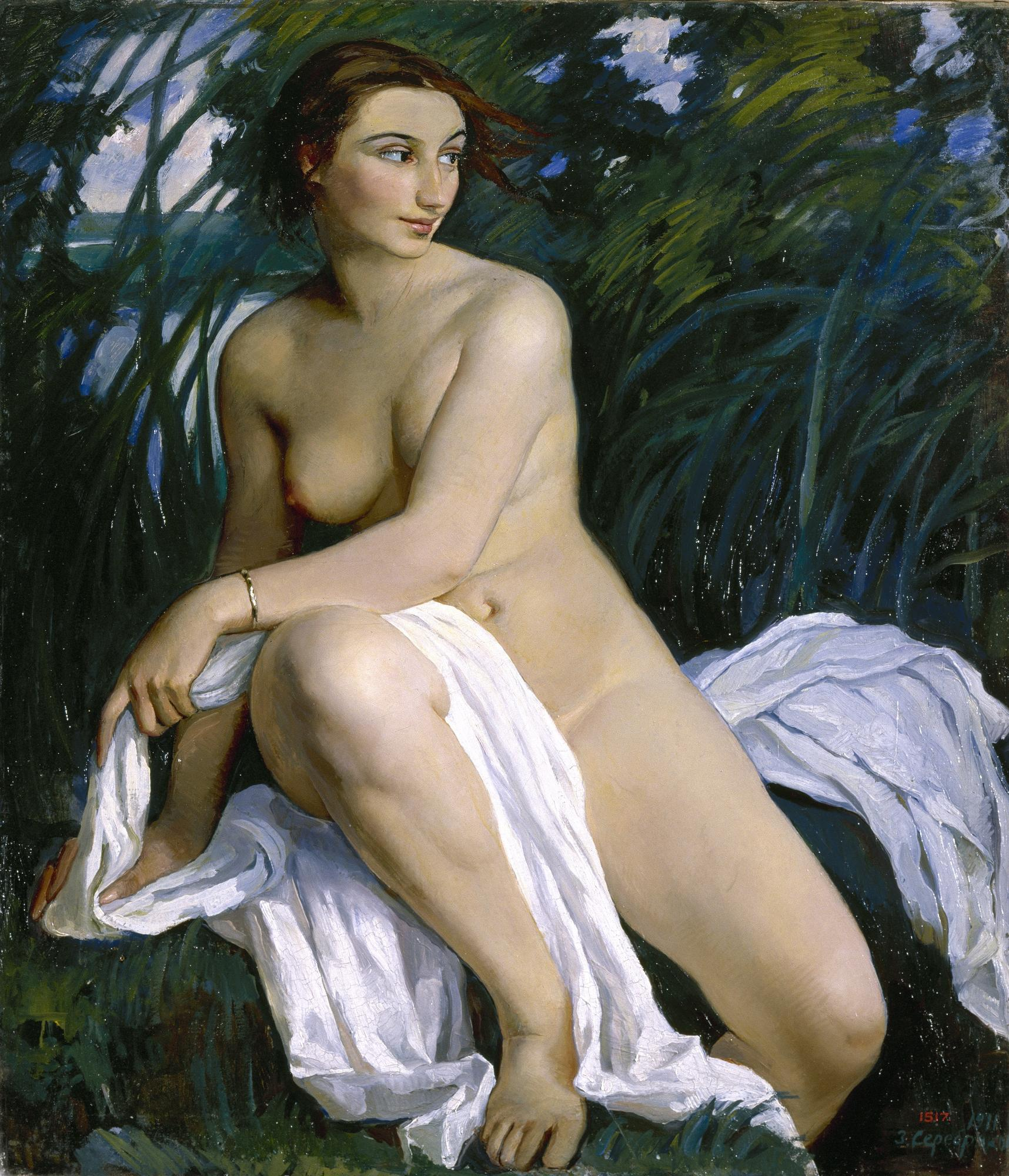
شناگر ۱۹۱۱ م. مجموعهٔ خصوصی
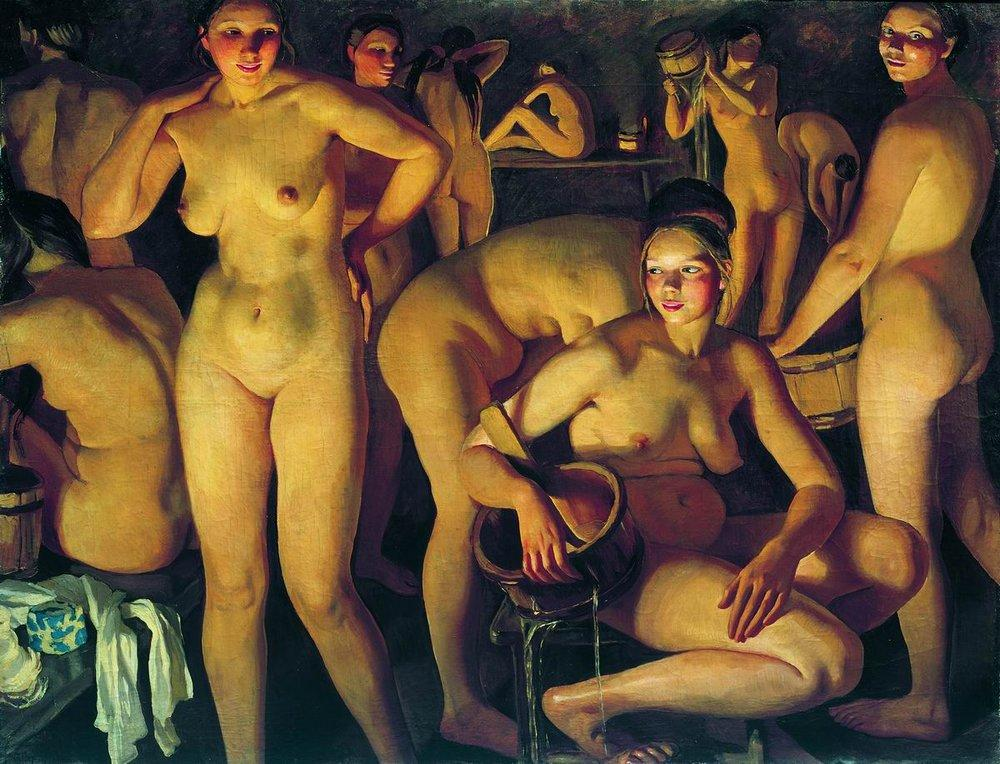
سونا ۱۹۱۳ م. موزه روسیه
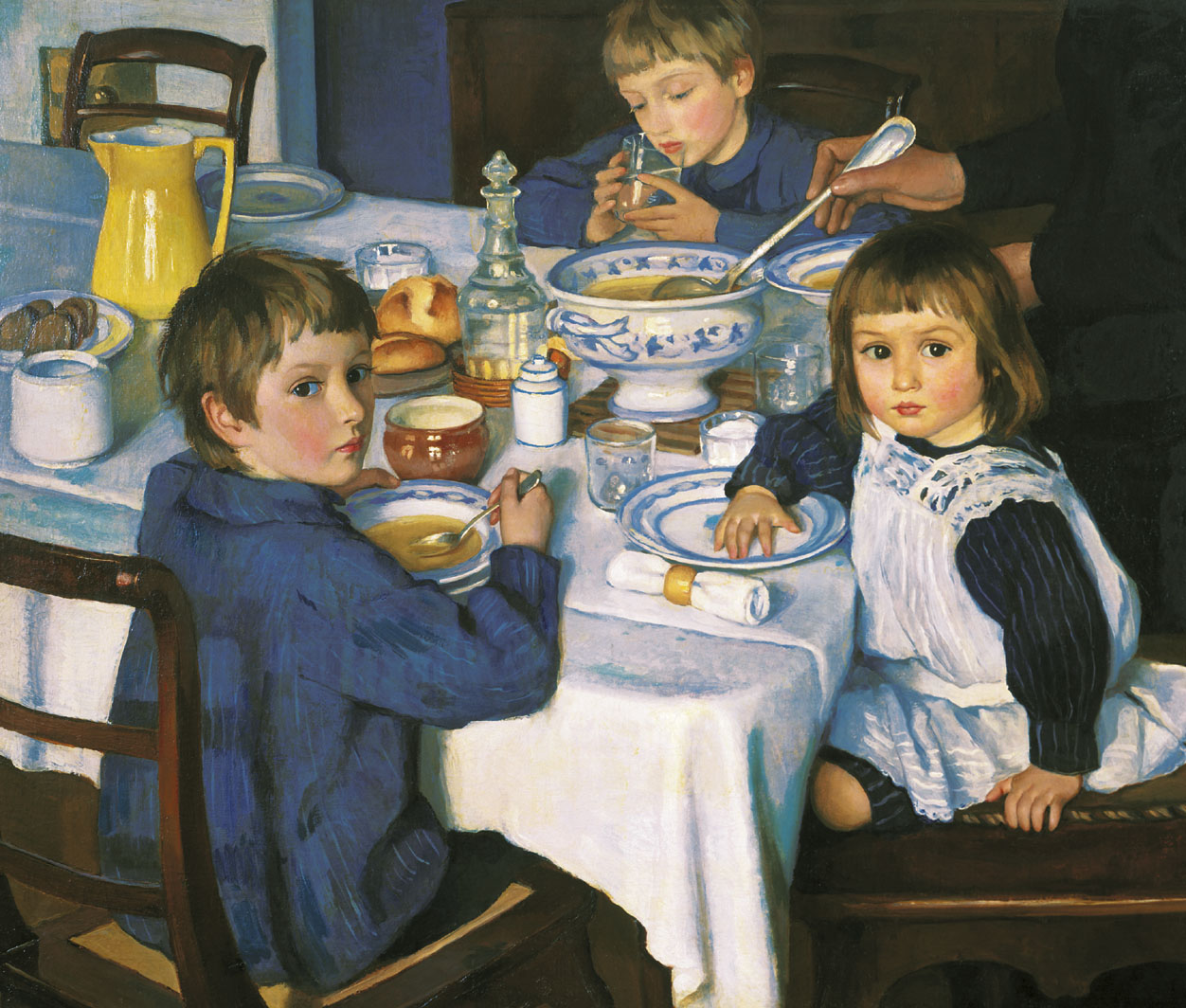
میز صبحانه ۱۹۱۴ م. نگارخانه ترتیاکوف
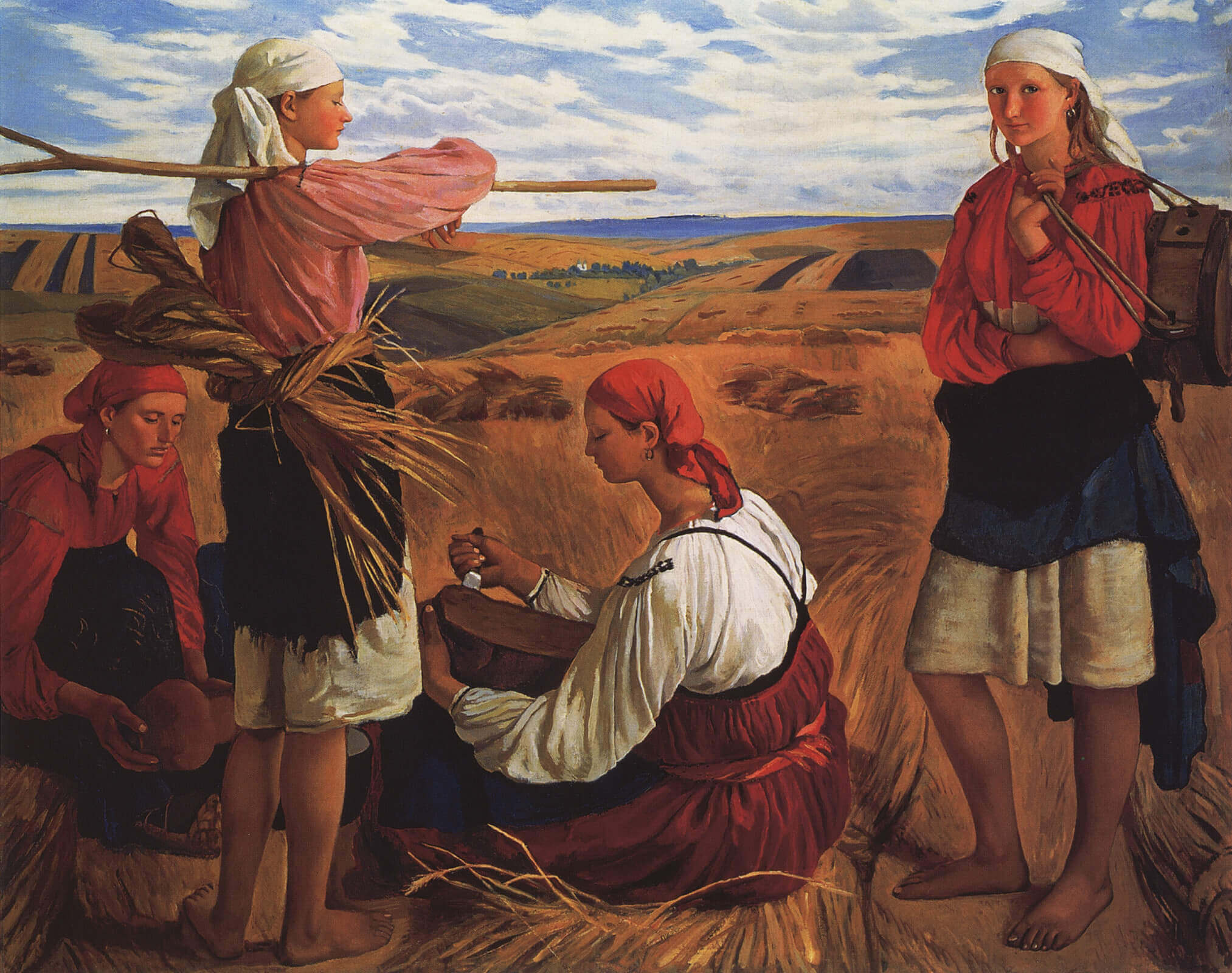
برداشت
۱۹۱۵ م.
موزه هنرهای زیبای اُدسا